# فيتوريو ميرو
فيتوريو ميرو (بالإيطالية: Vittorio Mero)‏ هو لاعب كرة قدم إيطالي في مركز الدفاع، ولد في 21 مايو 1974 في فرشلة في إيطاليا، وتوفي في 23 يناير 2002 في بلدة روفاتو في إيطاليا بسبب حادث مرور. لعب مع نادي بارما ونادي بريشيا ونادي ترنانا ونادي رافينا ونادي كاسالي.

## وصلات خارجية
- فيتوريو ميرو على موقع قاعدة بيانات كرة القدم.إي يو (الإنجليزية)
- فيتوريو ميرو على موقع عالم كرة القدم.نت (الإنجليزية)